# Liste der geschützten Landschaftsbestandteile im Landkreis Emsland
Im Landkreis Emsland gibt es diese ausgewiesenen geschützten Landschaftsbestandteile.
| Historische Straße                             | BW | GLB EL 00001    | Haselünne Alte Sögeler Landstraße                         | ⊙ |   | 26. März 1982 |
| Witte Moor                                     | BW | GLB EL 00002    | Lähden                                                    | ⊙ |   | 15. Juni 1987 |
| Werde                                          | BW | GLB EL 00004    | Heede                                                     | ⊙ |   | 19. März 1990 |
| Baumschutzsatzung Stadt Papenburg              | BW | GLB EL 00005    | Papenburg                                                 | ⊙ |   | 6. Nov. 2008  |
| Orchideenwiese Bockhorst                       | BW | GLB EL 00006    | Bockhorst                                                 | ⊙ |   | 18. Sep. 1991 |
| Trockenrasen in der Marsch                     | BW | GLB EL 00007    | Lathen                                                    | ⊙ |   | 15. Apr. 1993 |
| Loruper Beeketal                               | BW | GLB EL 00008    | Lorup auf ca. 1 km Länge bei der Gehlenberger Straße      | ⊙ |   | 4. Sep. 2008  |
| Südbach                                        | BW | GLB LIN-S 00001 | Lingen auf gut 1 km Länge bis zur Mündung in die Große Aa | ⊙ | 5 | 26. Okt. 1989 |
| Legende für Geschützter Landschaftsbestandteil |    |                 |                                                           |   |   |               |